# Fariña (série télévisée)
Pour les articles homonymes, voir Farina.
Fariña est une série espagnole créée par Bambú Producciones pour Atresmedia. 
La série est basée sur le livre du journaliste Nacho Carretero (es) Fariña_(libro) (es) (farine, cocaïne en argot galicien). Créée par Ramón Campos, la série est diffusée à partir du 28 février 2018 sur Antena 3. La série suit Javier Rey alias Sito Miñanco (es), un trafiquant de drogue galicien. Le 3 août 2018, la série a été diffusée à l'échelle internationale dans certains pays sur Netflix sous le titre Cocaine Coast.Elle est disponible en France sur la plate-forme amazon prime vidéo.

## Synopsis
Sito Miñanco, un pêcheur très bon navigateur, commence à travailler dans la contrebande de tabac. Cercle dirigé par Vicente Otero Pérez Terito, le chef des clans du Ría de Arousa en Galice. 
Puis Miñanco lance son propre clan en compagnie de deux amis. Les différents clans envisagent de commencer le trafic de haschich, mais Terito est contre le trafic de drogues illicites. 
Lors d'un voyage à Panama pour blanchir de l'argent, Sito est contacté par des trafiquants qui veulent introduire de la cocaïne en Europe par la Galice.

## Rôles

### Rôles principaux
- Javier Rey : Sito Miñanco (es). Personnage existant. (chef du clan ROS puis du clan Miñanco)
- Tristán_Ulloa :  sergent Darío Castro. Personnage inspiré d'Enrique León Calviño (gl)
- Antonio Durán ''Morris'' (es) : Manuel_Charlín (es). Personnage existant. (chef du clan charlines)
- Carlos Blanco Vila : Laureano Oubiña (es) Personnage existant. (chef du clan Oubiña)
- Manuel Lourenço (pt) : Vicento Otero Pérez «Terito» Personnage ayant existé. (chef du clan Terito; chef de la coopérative des clans de la Ría de Arousa)
- Xosé Antonio Touriñán (es) : Francisco « Paquito » Charlín Pomares. Personnage existant. (fils de Manuel Charlin)
- Isabel Naveira (es) : Pilar Charlín Personnage existant. (fille de Manuel Charlin)
- Xúlio Abonjo (es) : Ramón « Moncho » Charlín Pomares Personnage existant. (fils de Manuel Charlin)
- Tamar Novas : Roque. Personnage inspiré de Ramiro Martínez Señoráns (clan ROS)
- Eva Fernández (es) :  Esther Lago  Personnage existant. (seconde épouse de Laureano Oubiña)
- Fran Lareu (gl) : Olegario « Oli »  Piñeiro Personnage existant. (clan ROS)
- Monti Castiñeiras (es) : Luis Colón « Colombo ». Personnage inspiré de Luís Falcón « Falconetti » (chef du clan Falconetti)
- Alfonso Agra (es) : Manuel Bustelo. Personnage inspiré de Manuel Baúlo (chef du clan Caneos)
- Carlos Sante Varela (gl) : Modesto Loval. Personnage inspiré de Marcial Dorado (chef du clan Dorado)
- Miquel Fernández García (gl) : juge Xuíz Baltasar Garzón. Personnage existant.

### Collaborations spéciales
- Jana Pérez (gl) : Camila Reyes. Personnage inspiré d' Odalys Rivera[3] (seconde épouse de Sito Miñanco)
- Celso Bugallo : père de Sito
- Juan Pablo Shuk (es) : José Nelson Matta Ballesteros. Personnage existant.
- Marta Larralde : Nieves. Personnage inspiré de Rosa Pouso (première épouse de Sito Miñanco)
- Nancho Novo (gl) : Xuíz

### Rôles récurrents
- Mela Casal (gl) : mère de Sito
- Patricia Vázquez (gl) : Ana María. Personnage inspiré de Rosa María Carro Otero (première épouse de Laureano Oubiña)
- Luísa Merelas (gl) : Amelia. Personnage inspiré de Josefa Pomares Martínez (épouse de Manuel Charlín)
- Cristina Iglesias : Leticia Charlín. Personnage inspiré de Yolanda Charlin (nièce de Manuel Charlín et amante de Daniel Baúlo)
- Pepo Suevos (gl) : Di Stéfano. Personnage inspiré de Manuel Durán Somoza, « Kubala »
- Adrián Ríos : Miguel Abad Petete. Personnage inspiré de Manuel Abal Feijóo, « Patoco »
- Chechu Salgado (gl) : Javi Bustelo. Personnage inspiré de Daniel Baúlo (fils de Manuel Baúlo et amant de Yolanda Charlin)
- Mariana Carballal (es) : épouse de Terito
- Antonio Mourelos :  Xuíz Beigbeder. Personnage inspiré du juge José Luis Seoane Spiegelberg
- Jesús Noguero : procureur Javier Zaragoza Aguado (es). Personnage existant.
- Ito Asorey : Pedro Ventura, avocat des narcotrafiquants. Personnage inspiré de l'avocat incarcéré Pablo Vioque (gl)
- Milo Taboada : José Luis Montáñez (Garde Civil). Personnage inspiré de José Luis Orbáiz Picos
- Machi Salgado : Figueroa (Garde Civil)
- Ricardo de Barreiro (gl) : Luis Montilla (Garde Civil)
- Miguel Borines : agent de la garde Civil du Trafic
- Javier Varela :  Aldán
- Iván Marcos : Braulio Montes (clan Terito)
- María Vázquez (gl) :  Maruxa (épouse de Braulio)
- Christian Escuredo (gl) : Tati
- Nacho Castaño (gl) : Ricardo Portabales
- Alberte Montes : Manuel Fernández Padín. Personnage existant. (clan charlines)
- Xosé Manuel Esperante (es) : Cándido Silva. Personnage inspiré de Celestino Suances
- Susana Dans (gl) : mère de Silva
- Miro Magariños (gl) : Nino Balbín (maire de Ribadumia). Personnage inspiré de Nené Barral (gl)
- Evaristo Calvo (gl) : Ministro. Personnage inspiré de Miguel Boyer
- Ernesto Chao (gl): Xerardo Fernández Albor, premier président de la Junte de Galice
- Harlys Becerra : Jorge Luis Ochoa (cartel de Medellin)
- Mario Bolaños : Elder Campos le chauve[4]
- Jason Trigueros : Gilberto Rodríguez Orejuela (cartel de Cali)
- Iolanda Muíños (gl) : Carmen Avendaño (gl)
- Xoel Fernández (gl) : Xulio Braña
- Mara Sánchez Couto : Fina
- Victor Mosqueira : directeur de Banque
- Salvador del Río (gl) : caporal de la marine
- Brais Yanek : chinois
- Suso Pando :  Aurelio
- Marcos Viéitez : curé de Cambados
- Cristina Fuentes : directeur de résidence

## Épisodes
| Episodes | Titre     | Durée      | Dirigé par       | 1ère diffusion  |
| -------- | --------- | ---------- | ---------------- | --------------- |
| 1        | 1981      | 71 minutes | Carlos Sedes     | 28 février 2018 |
| 2        | 1982      | 73 minutes | Carlos Sedes     | 7 mars 2018     |
| 3        | 1983      | 69 minutes | Carlos Sedes     | 14 mars 2018    |
| 4        | 1984      | 69 minutes | Carlos Sedes     | 21 mars 2018    |
| 5        | 1985      | 67 minutes | Carlos Sedes     | 4 avril 2018    |
| 6        | 1986      | 62 minutes | Jorge Torregrosa | 11 avril 2018   |
| 7        | 1987      | 61 minutes | Jorge Torregrosa | 18 avril 2018   |
| 8        | 1988      | 68 minutes | Jorge Torregrosa | 25 avril 2018   |
| 9        | 1989/1990 | 64 minutes | Jorge Torregrosa | 2 mai 2018      |
| 10       | 1990      | 71 minutes | Carlos Sedes     | 9 mai 2018      |